# Karl-Romet Nõmm
Karl-Romet Nõmm (Pärsti, 4 de enero de 1998) es un futbolista estonio que juega en la demarcación de portero para el FC Kuressaare de la Meistriliiga.

## Selección nacional
Tras jugar en varias categorías inferiores de la selección, finalmente hizo su debut con la selección de fútbol de Estonia en un partido amistoso contra Finlandia que finalizó con un resultado de 0-1 a favor del combinado estonio tras el gol de Martin Miller.

## Clubes
| Club                | País    | Año       | Partidos | Goles |
| ------------------- | ------- | --------- | -------- | ----- |
| JK Viljandi Tulevik | Estonia | 2013-2020 | 186      | 0     |
| FC Flora II Tallinn | Estonia | 2021-2022 | 11       | 0     |
| FC Flora Tallinn    | Estonia | 2021-2022 | 38       | 0     |
| Sandecja Nowy Sącz  | Polonia | 2023      | 10       | 0     |
| Viimsi JK           | Estonia | 2024      | 38       | 0     |
| FC Kuressaare       | Estonia | 2025-     | 17       | 0     |